# Iaskivți, Derajnea
Iaskivți (în ucraineană Яськівці) este localitatea de reședință a comunei Iaskivți din raionul Derajnea, regiunea Hmelnîțkîi, Ucraina.

## Demografie
Componența lingvistică a localității Iaskivți
     Ucraineană (98,96%)
     Alte limbi (0,9%)
Conform recensământului din 2001, majoritatea populației localității Iaskivți era vorbitoare de ucraineană (98,96%), existând în minoritate și vorbitori de alte limbi.